# Rojdensko, Kărdjali
Rojdensko (în bulgară Рожденско) este un sat în comuna Djebel, regiunea Kărdjali,  Bulgaria. 

## Demografie
Componența etnică a satului Rojdensko
     Turci (100%)
     Nicio identificare (0%)
     Altele (0%)
La recensământul din 2011, populația satului Rojdensko era de 13 locuitori. Din punct de vedere etnic, majoritatea locuitorilor (100%) erau turci. Pentru 0% din locuitori nu este cunoscută apartenența etnică.